# Turobin

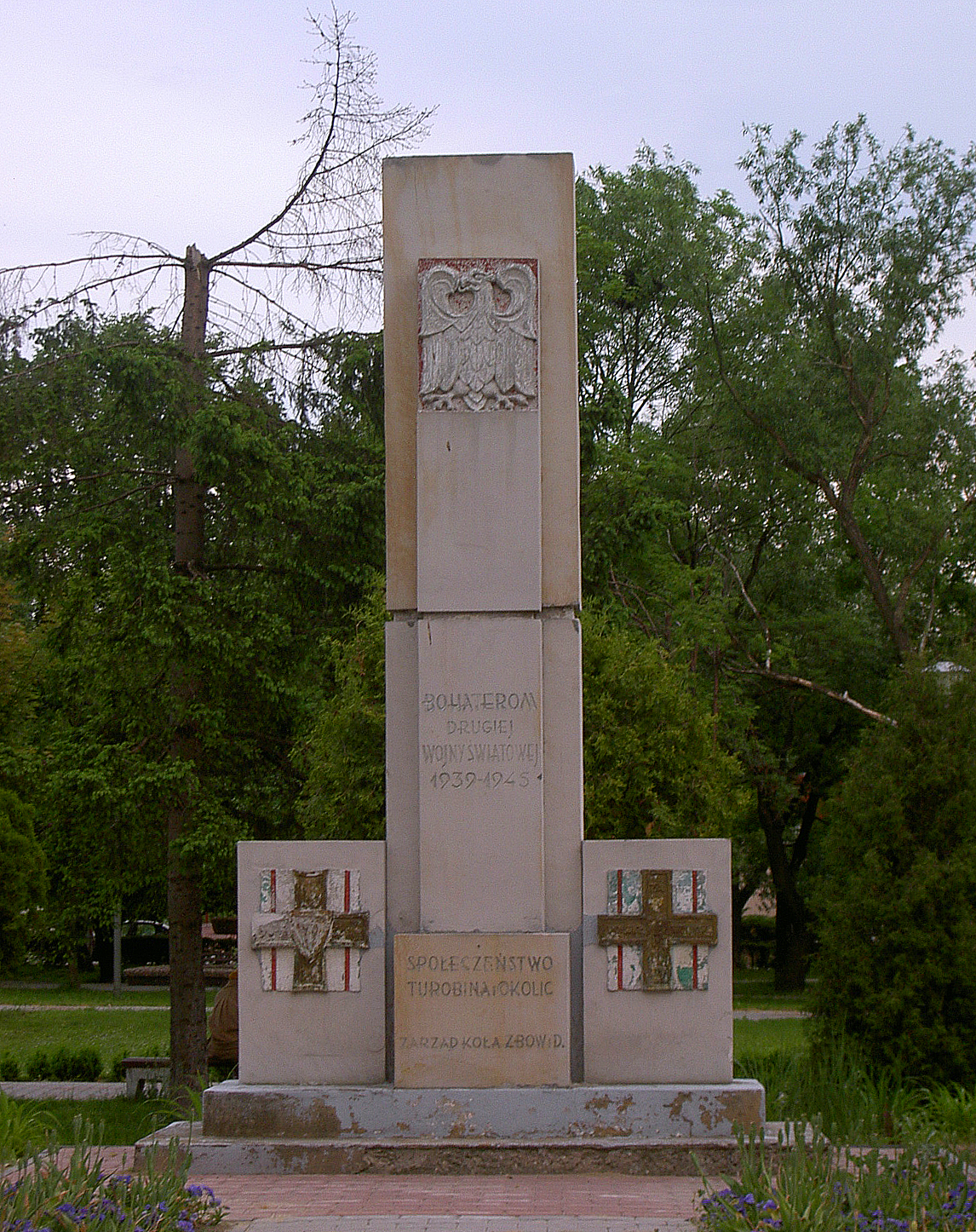
Pomnik w rynku

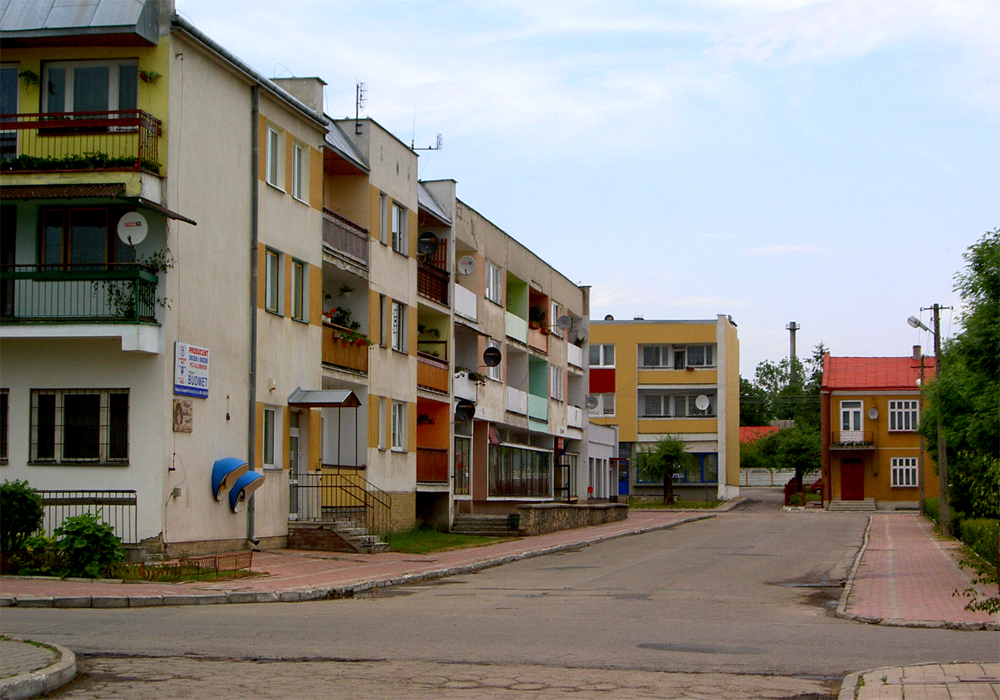
Fragment turobińskiego rynku

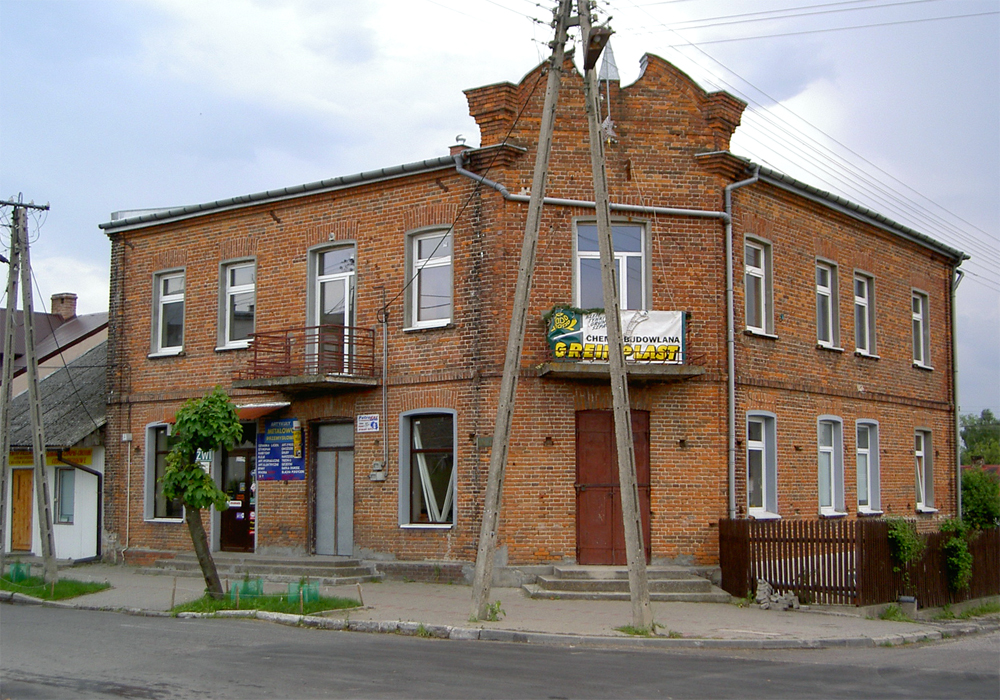
Kamienica przy ul. Piłsudskiego

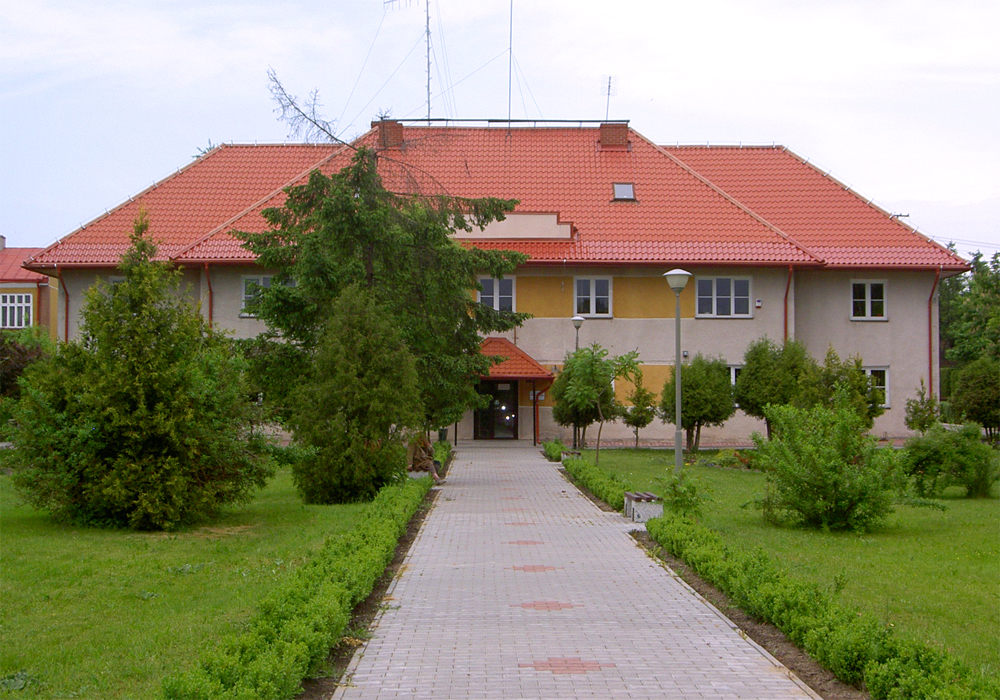
Urząd Gminy w Turobinie

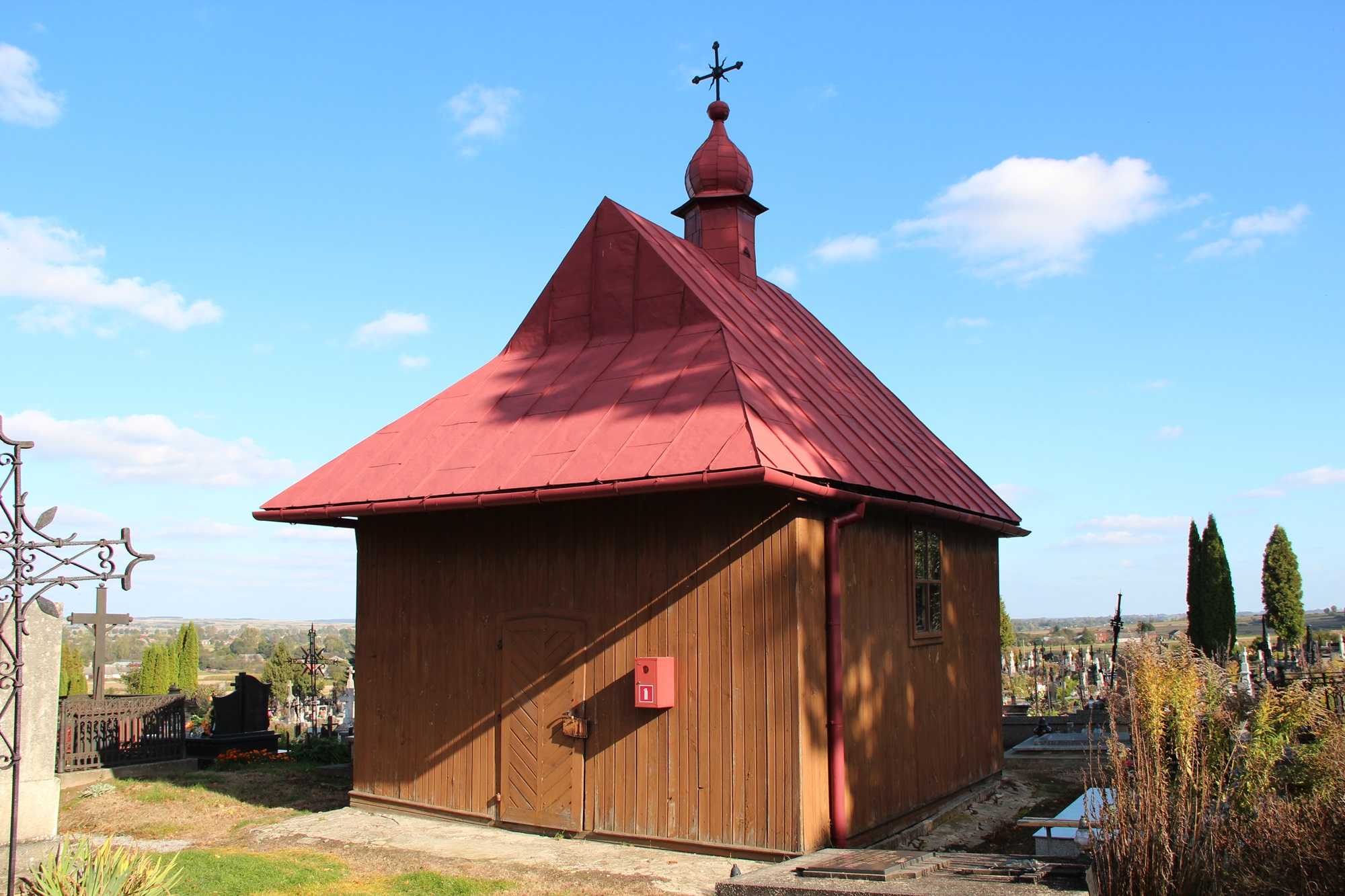
kaplica cmentarna z 1832

Turobin – miasto w Polsce, położone w województwie lubelskim, w powiecie biłgorajskim, w miejsko-wiejskiej gminie Turobin. Leży w zachodniej części Padołu Zamojskiego nad Porem. Jest siedzibą parafii św. Dominika w Turobinie oraz ośrodkiem usługowym dla okolicznych terenów wiejskich.
Pod względem historycznym Turobin leży w dawnej ziemi chełmskiej. Prywatne miasto szlacheckie lokowane w 1420 roku, położone było w XVI wieku w województwie ruskim. Został pozbawiony praw miejskich 13 stycznia 1870 i włączony do gminy Turobin w powiecie krasnostawskim. W latach 1867–1954 siedziba wiejskiej gminy Turobin, 1954–1972 gromady Turobin, a od 1973 reaktywowanej gminy Turobin. W latach 1975–1998 należał administracyjnie do województwa zamojskiego; od 1999 powiecie biłgorajskim w województwie lubelskim. 1 stycznia 2024 odzyskał status miasta.

## Toponimia
Zapisy nazwy najpierw miasta potem wsi, poczynając od XIV wieku przekazują ją w brzmieniu dzisiejszym (Turobin w roku 1399).
Nazwa pochodzi od nazwy osobowej Turoba, ta zaś od wyrazu tur.

## Historia
Po raz pierwszy wspomniano miejscowość w 1389 r. w akcie nadania przez króla Władysława Jagiełłę kilkuwioskowej włości turobińskiej podskarbiemu Dymitrowi z Goraja. Już po r. 1405 włość ta przeszła we władanie możnego wielkopolskiego rodu Szamotulskich.
W 1420, za staraniem dziedzica Dobrogosta Świdwy z Szamotuł, kasztelana poznańskiego i starosty generalnego wielkopolskiego za przywilejem Władysława Jagiełły Turobin otrzymał prawa miejskie.
Około 1510 r. (według innych źródeł dopiero w 1563) właścicielami miasta i włości stali się hrabiowie z Wielkopolski – Górkowie. Właścicielem miasta był Andrzej Górka (zm. 1551). Od ich spadkobierców: Czarnkowskich i Pawła Trojanowskiego, w 1596 r. włość turobińską (1 miasto i 12 wsi) oraz gorajską za 130 000 zł kupił kanclerz Jan Zamoyski. Turobin był miastem Ordynacji Zamoyskiej.
W kilka lat później nowy właściciel włączył swe nabytki do niedawno utworzonej Ordynacji Zamojskiej, w składzie której pozostawały do XIX w.
W 1565 r. Górkowie zorganizowali tu Nowe Miasto między Starym Miastem a zamkiem, zabudowując puste dotychczas Podzamcze.
W latach 1581–1596 działał tu zbór braci polskich oraz szkoła. W 1630 roku bracia polscy zostali ostatecznie wypędzeni.
W 1648 miasto zostało zniszczone przez Kozaków, w 1656 przez Szwedów. Ponadto w wieku XVII, oprócz wyżej wymienionych dat, pożary, wojny i epidemie miały miejsce w następujących latach:
- Pożary miasta miały miejsce w 1668, 1689, 1698 i 1699 r.
- Działania wojenne spowodowały zniszczenia w 1612, 1648, 1653, 1657, 1672, 1690 r.
- Epidemie (zarazy morowe) wybuchły w 1626, 1653, 1656 i 1658 r.

W 1859 uległo wielkiemu pożarowi, który strawił większość drewnianych zabudowań. Kolejne zniszczenia przyniosły działania I wojny światowej.
13 stycznia 1870 r. pozbawiono Turobin praw miejskich.
W 1914 i w 1915 r., podczas działań wojennych, cała osada Turobin „za sprawą wojsk austriackich” została spalona – wg jednego z wykazów 220 na 241 budynków zostało zniszczonych.

### Demografia
W 1612 “na novem Rynku albo Mieście” znajdowało się 37 działek budowlanych, należących do turobińskich mieszczan.
- W 1564 r. miasto liczyło 245 domów z 1225 mieszkańcami.

Kolejne spisy ludności wykazywały tu:
- 286 domów – w 1787 roku,
- 26 domów murowanych i 318 drewnianych z 2026 mieszkańcami – w 1827 r.[19]
- 20 murowanych i 405 drewnianych domów oraz 2359 mieszkańców, z tego 951 Żydów – w 1856/57 r.,
- 25 murowanych i 341 drewnianych domów oraz 3942 mieszkańców, w tym 2342 Żydów w 1886/87 r.
- 1600 mieszkańców, w tym 965 Żydów, według spisu z r. 1921[20].

Relacja Verdmona z 1902 r. (Leonard de Verdmon Jacques) opisana w wydanej monografii tak mówiła o miejscowości: „...obecnie jest to nędzna, niebrukowana mieścina, głośna z największych w Królestwie (kongresowym) jarmarków na konie; te jarmarki oraz rolnictwo i wyrób kożuchów podtrzymują dobrobyt ludności”. W osadzie istnieje cerkiew prawosławna od r. 1882, synagoga murowana, szkoła początkowa, dom schronienia dla starców i urząd gminny.
Według Narodowego Spisu Powszechnego z roku 2011 Turobin liczył 983 mieszkańców i był największą co do liczby ludności miejscowością gminy.

## Zabytki
- Kościół pw. św. Dominika
- Rynek turobiński o wymiarach 100 × 110 m
- Kaplica pw. św. Marka
- Gródki – zbiorowa mogiła mieszkańców wsi zabitych przez hitlerowców 1 lipca 1942
- Synagoga i dom modlitwy dla kobiet
- Kaplica cmentarna św. Elżbiety

## Turystyka
- Szlak Renesansu Lubelskiego